# Maksymilian Turski
Maksymilian  (Maksym) Turski herbu Rogala – chorąży większy sieradzki w latach 1780-1784, chorąży radomszczański w latach 1768-1780, stolnik radomszczański w latach 1764-1768.
Poseł województwa sieradzkiego na sejm 1766 roku.